# Xenolytus rufigaster
Xenolytus rufigaster là một loài tò vò trong họ Ichneumonidae.